# Mimathyma
Mimathyma is een geslacht van vlinders uit de familie Nymphalidae.

## Soorten
- Mimathyma ambica (Kollar, 1844)
- Mimathyma chevana (Moore, 1865)
- Mimathyma nycteis (Ménétriès, 1859)
- Mimathyma schrenckii (Ménétriès, 1858)